# Veratrina
La Veratridina es un alcaloide derivado de esteroides de la familia de las Liliaceae que actúa como una neurotoxina al inhibir la inactivación de los canales de sodio. Es un derivado de la veracevina. Se obtiene de la hierba Veratrum y de semillas de Schoenocaulon. Se une al sitio 2 del receptor intramembrana incrementando la concentración intracelular de Ca2+ . Actúa uniéndose preferencialmente a canales activados de Na+ causando activación permanente que conduce a un incremento de la excitabilidad nerviosa. Esta toxina está presente en las azucenas
Se usa en ungüentos para el tratamiento de la neuralgia y dolores reumáticos.

## Mecanismo de acción y aplicaciones

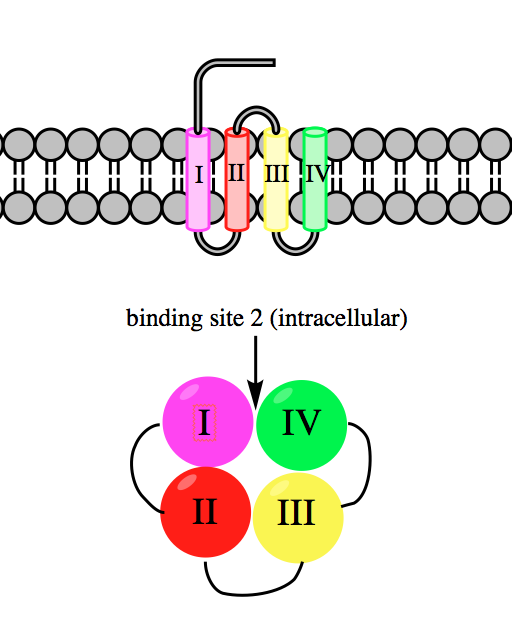
La veratridina se une a un sitio intracelular que cubre partes del dominio I y del dominio IV del canal de iones de sodio regulado por voltaje.

La veratridina actúa como una neurotoxina al aumentar la excitabilidad de los nervios. Se une al sitio de unión 2 en los canales de sodio dependientes de voltaje (el mismo sitio enlazado por batracotoxina, aconitina y grayanotoxina), lo que lleva a la activación persistente. La veratridina inhibe la inactivación del canal de sodio al cambiar el umbral de activación hacia un potencial más negativo. La afluencia resultante de Na+ también conduce al aumento de las concentraciones de Ca2+ intracelular, lo que provoca la sobreproducción de especies reactivas de oxígeno responsables de daños neuronales.
La veratridina se absorbe fácilmente a través de la piel y las membranas mucosas y por ingestión. Los tejidos más afectados son el corazón, los nervios y los músculos esqueléticos los síntomas principales de la toxicidad por veratridina incluyen náuseas severas, bradicardia, hipotensión, dificultad para respirar, salivación y debilidad muscular. El tratamiento implica la administración de carbón activado, atropina y benzodiazepinas.
La capacidad de la veratridina para despolarizar las células al afectar los canales de sodio le da su aplicabilidad como una herramienta neurofarmacológica para el estudio de las propiedades eléctricas de las fibras nerviosas y musculares. [3] También se ha probado como un tratamiento para la miastenia gravis, debido a su potencial para aumentar las respuestas musculares a la estimulación de las neuronas motoras.
Además, recientemente se ha informado que este compuesto aumenta la motilidad progresiva del esperma (aunque no produce hiperactivación por sí mismo). Tiene el potencial de mejorar la fosforilación de la proteína tirosina, que tiene lugar durante la capacitación, y sus efectos se inhiben en presencia de lidocaína y tetrodotoxina.
No se ha informado que la veratridina tenga ningún efecto sobre la reacción del acrosoma por sí sola, pero es capaz de bloquear la reacción del acrosoma inducida por la progesterona. Además, la veratridina tiene el efecto de convertir el potencial de membrana en uno más positivo y también modifica el efecto de la progesterona en [Ca2 +] i y en el potencial de la membrana espermática.
La activación de Nav1.8 es un punto clave en el mecanismo de acción de Veratradine y, en consecuencia, este canal de ion de sodio coordina los efectos de este compuesto. Veratradine también activa canales de navegación adicionales. Estos hechos contribuyen a respaldar la importancia de estas proteínas sensibles a la veratradina en la regulación de la función del esperma maduro, como la adquisición de la fertilidad del esperma humano que regula la motilidad, la capacitación y la reacción acrosoma inducida por la progesterona.